# Teatro Turreno
Il Teatro Turreno è stato un cinema e teatro di Perugia.

## Storia
Sito nel centro storico della città perugina, in piazza Danti, e realizzato nel biennio 1890-1891 su disegno dell'architetto Alessandro Arienti – lì dove già nel 1879 era stato costruito un primo anfiteatro in legno –, aprì i battenti il 18 giugno 1891. Il nome "Turreno" venne scelto da uno degli epiteti storici della città, quella Perugia che in epoca medievale veniva definita Turrena per la presenza di numerose torri. Nel 1896 qui si ebbe la prima rappresentazione cinematografica della storia perugina. Nel 1953 venne riedificato su progetto dell'architetto Pietro Frenguelli come cineteatro, raggiungendo una capienza di 2000 posti.
Nuovamente ristrutturato nel 1990, con una capienza ridotta a 1200 persone e l'aggiunta della piccola sala della Turrenetta, chiuse i battenti nel gennaio 2010. A giugno 2013 il cambio di destinazione d'uso dello stabile apre a diversi progetti per la riapertura del Turreno, che prevedono una galleria commerciale e il mantenimento della sala Turrenetta per gli spettacoli.